# Retreatismus
Retreatismus je pojem, který do sociologie zavedl Robert K. Merton, v rámci své teorie adaptace, kterou rozvinul v knize Social Theory and Social Structure. Retreatismus je pro Mertona jednou z forem adaptace na sociální podmínky, kterou mohou volit jednotlivci i skupiny.

## Pět forem adaptace
- Konformita - jedinec či skupina přijímá jak obecně uznávané cíle společnosti, tak obecně uznávané prostředky k jejich dosažení
- Inovace - jedinec či skupina přijímá uznávané cíle společnosti, nachází však nový prostředek k jejich dosažení
- Ritualismus - jedinec či skupina volí uznávané prostředky k dosažení uznávaných cílů, ale ve skutečnosti jsou jim cíle lhostejné
- Rebelie - jedinec či skupina odmítne jak cíle, tak prostředky své společnosti, a to ve jménu nových cílů
- Retreatismus - jedinec či skupina ignorují či rezignují na cíle společnosti, i na prostředky k jejich dosahování, avšak nikoli ve jménu nových cílů a bez snahy dosáhnout nějakého nového uspořádání

## Kontext
Merton svou koncepci, ač se jeví jako univerzální, odvodil především z poměrů v industriální kapitalistické společnosti. Za její klíčový cíl považoval úspěch a potřeboval tudíž kategorii, která by obsáhla jedince a skupiny, kteří na hodnotu úspěchu rezignují - sám do ní zařazoval psychotiky, autisty, tuláky, alkoholiky či narkomany. Vyjmut z kapitalistického společenského kontextu se však retreatismus - pokud mimo tento kontext existuje - může vyjevovat jinak než formami sociální deviace, s nimiž Merton retreatismus de facto spojil. Možné též je, že i uvnitř kapitalismu, například u ekonomicky zabezpečených vrstev, existují méně nápadné formy retreatismu (například spojené s nadměrnou konzumací mediálních obsahů).

## Reakce společnosti
Reakce společnosti na jedince a společenství, kteří volí retreatismus, je ambivalentní. Na jedné straně jsou obviňováni ze sociálního parazitismu a stigmatizováni. Snaha přidělit těmto skupinám jistou ochranu někdy vede k jejich medikalizaci, tedy prohlášení jejich postoje za chorobu. Ovšem psychoanalytik Abram Kardiner upozorňoval, že právě reatreatisté bývají zároveň pravidelně adorováni a obdivováni ve fantaziích a umělecké tvorbě (například erotické fantazie o sexuální svobodě v retreatistických komunitách či postava tuláka v romantismu).